# Podsavezna nogometna liga Bjelovar 1960./61.
Podsavezna nogometna liga Bjelovar, također i kao Prvenstvo Bjelovarskog nogometnog podsaveza je bila liga četvrtog stupnja nogometnog prvenstva Jugoslavije u sezoni 1960./61.
Sudjelovalo je 9 klubova, a prvak je bila "Lasta" iz Gudovca. 

## Ljestvica
| mj. | klub                  | ut. | pob. | ner. | por. | gol+ | gol- | bod |
| --- | --------------------- | --- | ---- | ---- | ---- | ---- | ---- | --- |
| 1.  | Lasta Gudovac         | 16  | 11   | 2    | 3    | 49   | 28   | 24  |
| 2.  | Sloga Bjelovar        | 16  | 10   | 3    | 3    | 66   | 37   | 23  |
| 3.  | Borac Čazma           | 16  | 10   | 2    | 4    | 49   | 21   | 22  |
| 4.  | Partizan Rovišće      | 16  | 8    | 5    | 3    | 43   | 24   | 21  |
| 5.  | Dinamo Predavac       | 16  | 7    | 3    | 6    | 36   | 34   | 17  |
| 6.  | Bilo Velika Pisanica  | 16  | 5    | 1    | 10   | 29   | 36   | 11  |
| 7.  | Radnik Veliki Grđevac | 16  | 4    | 2    | 10   | 33   | 48   | 10  |
| 8.  | Bilogorac Trojstvo    | 16  | 4    | 1    | 11   | 23   | 71   | 9   |
| 9.  | Mladost Žabno         | 16  | 2    | 3    | 11   | 20   | 49   | 7   |

- Trojstvo – tadašnji naziv za Veliko Trojstvo
- Žabno – tadašnji naziv za Sveti Ivan Žabno
- "Mladost" Žabno diskvalificirana pri kraju prvenstva

## Rezultatska križaljka
| kratica | klub                  | BILO | BILOG | BOR | DIN | LAS | MLA | PAR | RAD | SLO |
| --- | --------------------- | ---- | ----- | --- | --- | --- | --- | --- | --- | --- |
| BILO | Bilo Velika Pisanica  |      |       |     |     |     |     |     |     |     |
| BILOG | Bilogorac Trojstvo    |      |       |     |     |     |     |     |     |     |
| BOR | Borac Čazma           |      |       |     |     |     |     |     |     |     |
| DIN | Dinamo Predavac       |      |       |     |     |     |     |     |     |     |
| LAS | Lasta Gudovac         |      |       |     |     |     |     |     |     |     |
| MLA | Mladost Žabno         |      |       |     |     |     |     |     |     |     |
| PAR | Partizan Rovišće      |      |       |     |     |     |     |     |     |     |
| RAD | Radnik Veliki Grđevac |      |       |     |     |     |     |     |     |     |
| SLO | Sloga Bjelovar        |      |       |     |     |     |     |     |     |     |
| |                       |      |       |     |     |     |     |     |     |     |
| podebljan rezultat - utakmice od 1. do 9. kola (1. utakmica između klubova) rezultat normalne debljine - utakmice od 10. do 18. kola (2. utakmica između klubova) rezultat nakošen - nije vidljiv redoslijed odigravanja međusobnih utakmica iz dostupnih izvora rezultat smanjen * - iz dostupnih izvora nije uočljiv domaćin susreta prekrižen rezultat - poništena ili brisana utakmica p - utakmica prekinuta 3:0 p.f. / 0:3 p.f. - rezultat 3:0 bez borbe n.i. - nije igrano |                       |      |       |     |     |     |     |     |     |     |

 Izvori: